# 不思議色ハピネス/あなただけDreaming
『不思議色ハピネス/あなただけDreaming』（ふしぎいろハピネス、あなただけにドリーミング、英名：Mysterious Color Happiness and Dreaming Only Of You）は1985年6月25日に徳間ジャパンより発売、アニメージュレコードから販売された小幡洋子の1stレコード。7AGS-3。

## 概要
『ぴえろ魔法少女シリーズ』の第3弾・『魔法のスターマジカルエミ』の主題歌を収録した小幡洋子のデビュー曲。放送終OVA・『魔法のスターマジカルエミ 蝉時雨』でも主題歌として使用された。ジャケット写真は当初、違うものになる予定だったが、別写真に差し替えられた。実際の商品では、本人の写真と上記アニメのイラストとの2つ折となっている。

### 不思議色ハピネス
同番組のオープニングテーマとして使用され、アニメーションはもとやまゆうじが担当。香月舞がマジカルエミに変身するシーンから始まり梅雨の中、舞と弟の岬が結城将を待つシーンへと移り2りの想いを描きそして再びエミに変身してマジックを披露。ラストは舞、将がシルクハットを持ちながら岬も出て来て踊り、晴子・洋輔夫妻、松尾明、塩沢進、弘田ユキ子らマジカラットも出て来て終わる演出となる。劇中初登場は第4話。小金井と晴子はマジカラットのさらなる人気獲得の為に考案されたもの。これを皮切りにエミの歌唱曲として登場する。

### あなただけDreaming
同番組のエンディングテーマとして使用され、アニメーションは古瀬登が担当。舞が街を眺めてハートブレスからはエミリー・ハウエルの写真が映し出されていた。それがトレーニングをしてる将へと切り替わる。歌詞の流れからしてボクシングに賭ける将への舞の想いを表現したものとなっている。

## 収録曲
| 全作詞: 竜真知子、全作曲・編曲: 山川恵津子。 |                         |          |            |      |
| #                                            | タイトル                | 作詞     | 作曲・編曲 | 時間 |
| 1.                                           | 「不思議色ハピネス」    | 竜真知子 | 山川恵津子 | 3:12 |
| 2.                                           | 「あなただけ Dreaming」 | 竜真知子 | 山川恵津子 | 3:42 |
| 合計時間:                                    | 合計時間:               | 6:54     |            |      |

## 収録アルバム
- PEARL ISLAND（両曲とも伊藤銀次の編曲による物、1985年12月21日）
- アニメージュ・メモリアル・コレクション（両曲とも、1992年12月21日）
- アニメージュ 魔法少女コレクション（両曲とも、2013年8月7日）

## カバーしたアーティスト
不思議色ハピネス
- 大原さやか（「百歌声爛女性声優編III」、2009年3月18日）
- バニラビーンズ × 石井マサユキ（「キラキラ・魔女ッ娘・CLUV」、2010年2月10日）[5]
- バニラビーンズ（「Def & Def」、2010年5月19日）
- 中川翔子（「しょこたん☆かばー3 〜アニソンは人類をつなぐ〜」、2010年3月10日、2012年10月1日配信開始）[6][7][8]
- 真木碧（「魔女っこdisco」、2011年4月13日）[9]
- Sister MAYO（「魔女っ子」、2011年11月4日）

あなただけ Dreaming
- 真木碧（「魔女っこdisco」、2011年4月13日）[10]